# Kanton Sartène
Der Kanton Sartène war bis 2015 ein französischer Wahlkreis im Arrondissement Sartène, im Département Corse-du-Sud und in der Region Korsika. Sein Hauptort war Sartène.
Der Kanton war 285 km² groß und hatte 3.863 Einwohner (Stand 1999).

## Gemeinden
| Gemeinde            | Einwohner | Code postal | Code Insee |
| ------------------- | --------- | ----------- | ---------- |
| Belvédère-Campomoro | 135       | 20110       | 2A035      |
| Bilia               | 40        | 20100       | 2A038      |
| Foce                | 110       | 20100       | 2A115      |
| Giuncheto           | 69        | 20100       | 2A127      |
| Granace             | 61        | 20100       | 2A128      |
| Grossa              | 38        | 20100       | 2A129      |
| Sartène             | 3410      | 20100       | 2A272      |